# Kostas Haralabides
Kostas Haralabides, född 25 juli 1981 i Nicosia, Cypern, är en cypriotisk före detta fotbollsspelare.
Kostas har spelat i klubben APOEL FC där han slutade januari 2008, och därefter spelade han i bland annat Panathinaikos FC.